# Alex Macqueen
Alexander Tulloch Macqueen, meglio noto come Alex Macqueen (Epsom, 16 maggio 1974), è un attore britannico.

## Biografia
È stato attivo come attore in teatro, facendo parte della National Youth Theatre dal 1992 al 1995 e ha studiato letteratura inglese presso l'Università di Durham.
Come attore ha preso parte a diverse serie televisive ma anche ad alcuni film, tra i quali Cenerentola.
Per la casa britannica di audiodrammi Big Finish, ha interpretato per alcuni anni, dal 2012 al 2016, un'incarnazione del Maestro in alcuni audio collegati all'universo di Doctor Who, per lo più scontrandosi con l'Ottavo Dottore (Paul McGann).

## Filmografia

### Cinema
- La famiglia omicidi (Keeping Mum), regia di Niall Johnson (2005)
- In the Loop, regia di Armando Iannucci (2009)
- Four Lions, regia di Chris Morris (2010)
- Incontrerai l'uomo dei tuoi sogni (You Will Meet a Tall Dark Stranger), regia di Woody Allen (2010)
- Chalet Girl, regia di Phil Traill (2011)
- Finalmente maggiorenni (The Inbetweeners Movie), regia di Ben Palmer (2011)
- Gambit - Una truffa a regola d'arte (Gambit), regia di Michael Hoffman (2012)
- One Chance - L'opera della mia vita (One Chance), regia di David Frankel (2013)
- Il cacciatore di giganti (Jack the Giant Slayer), regia di Bryan Singer (2013)
- A prova di matrimonio (I Give It a Year), regia di Dan Mazer (2013)
- Slow West, regia di John Maclean (2015)
- Cenerentola (Cinderella), regia di Kenneth Branagh (2015)
- Youth - La giovinezza (Youth), regia di Paolo Sorrentino (2015)
- Slaughterhouse spacca (Slaughterhouse Rulez), regia di Crispian Mills (2018)
- Casa Shakespeare (All Is True), regia di Kenneth Branagh (2018)
- Downhill, regia di Nat Faxon e Jim Rash (2020)
- Downton Abbey II - Una nuova era (Downton Abbey: A New Era), regia di Simon Curtis (2022)

### Televisione
- Keen Eddie – serie TV, episodio 1x04 (2003)
- Peep Show – serie TV, episodio 3x05 (2005)
- The Thick of It – serie TV, 5 episodi (2005-2009)
- Holby City – serie TV, 75 episodi (2005-2010)
- Casualty – serie TV, episodio 20x39 (2006)
- IT Crowd – serie TV, episodio 2x02 (2007)
- The Inbetweeners – serie TV, 5 episodi (2008-2010)
- Kröd Mändoon and the Flaming Sword of Fire – miniserie TV, 6 episodi (2009)
- Miranda – serie TV, episodio 2x02 (2010)
- Black Mirror – serie TV, episodio 1x01 (2011)
- Come Fly with Me – serie TV, episodio 1x05 (2011)
- Lewis – serie TV, episodio 5x03 (2011)
- This Is England '88, regia di Shane Meadows – miniserie TV, 2 episodi (2011)
- Plebs – serie TV, episodio 1x06 (2013)
- Storie in scena (Playhouse Presents) – serie TV, episodio 2x06 (2013)
- Drunk History – serie TV, episodio 2x06 (2016)
- Peaky Blinders – serie TV, 4 episodi (2016)
- Testimoni silenziosi (Silent Witness) – serie TV, episodi 21x01-21x02 (2018)
- Sally4Ever – serie TV, 5 episodi (2018)
- I Durrell - La mia famiglia e altri animali (The Durrells) – serie TV, episodio 4x02 (2019)
- Fate: The Winx Saga – serie TV, 6 episodi (2020)
- Becoming Elizabeth – serie TV, 6 episodi (2022)
- Extraordinary – serie TV, episodio 1x05 (2023)
- L'ispettore Barnaby (Midsommer Murders) – serie TV, episodio 24x01 (2024)
- Le indagini di Sister Boniface (Sister Boniface Mysteries) – serie TV, episodio 3x03 (2025)

## Doppiatori italiani
Nelle versioni in italiano delle opere in cui ha recitato, Alex Macqueen è stato doppiato da:
- Alessandro Budroni in Casa Shakespeare, Cenerentola, Lewis, Testimoni silenziosi
- Franco Mannella in Incontrerai l'uomo dei tuoi sogni
- Riccardo Scarafoni in Downhill
- Francesco Meoni in Fate - The Winx Saga
- Mauro Gravina in Becoming Elizabeth
- Roberto Stocchi in Downton Abbey II
- Stefano Alessandroni in Black Mirror
- Massimo Bitossi in Peaky Blinders
- Alberto Bognanni ne Le indagini di Sister Boniface